# Karakumosa zyuzini
Karakumosa zyuzini Logunov & Ponomarev, 2020 è un ragno appartenente alla famiglia Lycosidae.

## Etimologia
Il nome proprio è in onore dell'aracnologo kazako Alexei Zyuzin, esperto studioso della famiglia Lycosidae, che raccolse gli esemplari tipo di questa specie.

## Caratteristiche
L'olotipo maschile ha un cefalotorace lungo 10,50mm, e largo 8,00mm.
Il paratipo femminile ha un cefalotorace lungo 12,00mm, e largo 9,70mm.

## Distribuzione
Gli esemplari sono stati reperiti in Uzbekistan, nella cittadina di Chengeldy, che appartiene alla Regione di Navoiy.

## Tassonomia
Questa specie ha varie caratteristiche in comune con la K. repetek. 
Se ne distingue per:
1. Estensione prossimale dell'apofisi mediana non è prominente.
2. La lamina trasversale posteriore dell'epigino ha il margine posteriore diritto, e le spermateche sono distintamente inclinate l'una verso l'altra[1].

Al 2021 non sono note sottospecie e dal 2021 non sono stati esaminati nuovi esemplari.